# Tullio Cianetti
Tullio Cianetti (né à Assise le 20 août 1899, et mort à Maputo, Mozambique le 8 avril 1976) est un syndicaliste et homme politique fasciste italien.

## Biographie
Tullio Cianetti est le fils d'un agriculteur. À la suite de la conscription il est mobilisé en 1917 et sert comme lieutenant dans l'Armée de terre italienne jusqu'en 1921. De retour à Assise, il travaille comme enseignant, se rapproche du fascio de sa ville natale et en  devient le secrétaire en 1922. Il s'installe ensuite à Terni et organise un syndicat ouvrier, puis est nommé secrétaire régional des syndicats de l'Ombrie en 1924. La même année, il quitte temporairement le fascisme, à la suite de la mort de Giacomo Matteotti. Les responsables fascistes le soupçonnent d'être trop à gauche. Cependant, en 1925, il rejoint à nouveau le parti d'abord en tant que secrétaire des syndicats de Syracuse, de ceux de Carrara, Messine, Matera et Trévise.
En 1931, il est nommé secrétaire de la Fédération nationale des Mineurs et des Transporteurs.
En dépit de sa tendance à entrer parfois en conflit avec le gouvernement, son influence continue à croître, devenant secrétaire de la Confédération des Travailleurs de l'industrie (syndicat fasciste) et vice-président de l'Institut d'Assurance Sociale.
En tant que chef de la confédération, Cianetti conclut un accord avec Robert Ley, en 1937, pour permettre aux travailleurs italiens d'aller travailler enAllemagne. Estimé par les dirigeants du Deutsche Arbeitsfront, l'usine de Volkswagen donne même son nom à un complexe de loisirs.
Tullio Cianetti continue à gravir les échelons et exerce de novembre 1934 à 1939 la fonction sous-secrétaire des entreprises pour le Grand Conseil du fascisme. Sa carrière atteint son apogée en avril 1943, quand il devient Ministre des Sociétés.
Cependant, Tullio Cianetti vote en faveur l'ordre du jour Grandi. Dino Grandi lui aurait assuré que le seul but de la motion était d'impliquer le roi d'Italie et non d'évincer Mussolini de la responsabilité du gouvernement. Tullio Cianetti écrit au Duce s'excusant immédiatement.
Tullio Cianetti a été avec Galeazzo Ciano l'un des fascistes ayant fait partie des accusés du procès de Vérone du 8 au 10 janvier 1944. Il est le seul à ne pas être condamné à mort, sa peine étant de trente ans d'emprisonnement. La lettre d'excuses qu'il a écrite à Mussolini l'a probablement sauvé de la peine de mort,.
Après la libération, il échappe à la prison et part en exil au Mozambique où il meurt le 8 avril 1976.

## Distinctions
Grand-croix de l'ordre de la Couronne d'Italie